# Flowrence Jematiah Sergon
Flowrence Jematiah Sergon é uma política queniana. Desde 2017, ela é membro da Assembleia Legislativa da África Oriental (ELEA).

## Biografia
Flowrence Jematiah foi educada na Escola Secundária Marigat no Condado de Baringo. Ela então treinou no Kenya Medical Training College. Movendo-se para a política, ela trabalhou para o extinto Partido Republicano Unido e depois tornou-se coordenadora das campanhas do Partido do Jubileu em Baringo, Nakuru e Elgeyo-Marakwet.
Nomeada pelo Partido do Jubileu para a Assembleia Legislativa da África Oriental, foi eleita membro da ELEA com 252 votos. Ela é a mais jovem dos nove representantes do Quénia na ELEA.